# Saint-Aubin, Nord
Saint-Aubin, Nord là một xã ở tỉnh Nord ở miền bắc nước Pháp. Xã này có diện tích 10,12 kilômét vuông, dân số năm 1999 là 390 người. Khu vực này có độ cao trung bình 162 mét trên mực nước biển.